# 斯特凡尼克天文台
斯特凡尼克天文台（捷克語：Štefánikova hvězdárna）是位於捷克布拉格市中心佩特任山的天文台。該天文台成立於1928年，以斯洛伐克政治家、天文學家米兰·拉斯蒂斯拉夫·什特凡尼克命名。目前斯特凡尼克天文台最重要的任務是天文學和相關科學的普及。

## 使用的儀器
斯特凡尼克的天文台主要使用兩台望遠鏡觀測。其中一台原本是奧地利月面學家魯道夫·柯尼希使用的蔡司製雙折射望遠鏡，口徑20公分，該天文台於1928年購入。另一台設置於西側圓頂的則是1967年啟用的口徑37公分馬克蘇托夫-卡塞格林式望遠鏡。東側圓頂的望遠鏡則只作為科學研究用途，自1999年起該圓頂內的望遠鏡是米德儀器製造的口徑40公分 LX-200 望遠鏡。

## 圖集

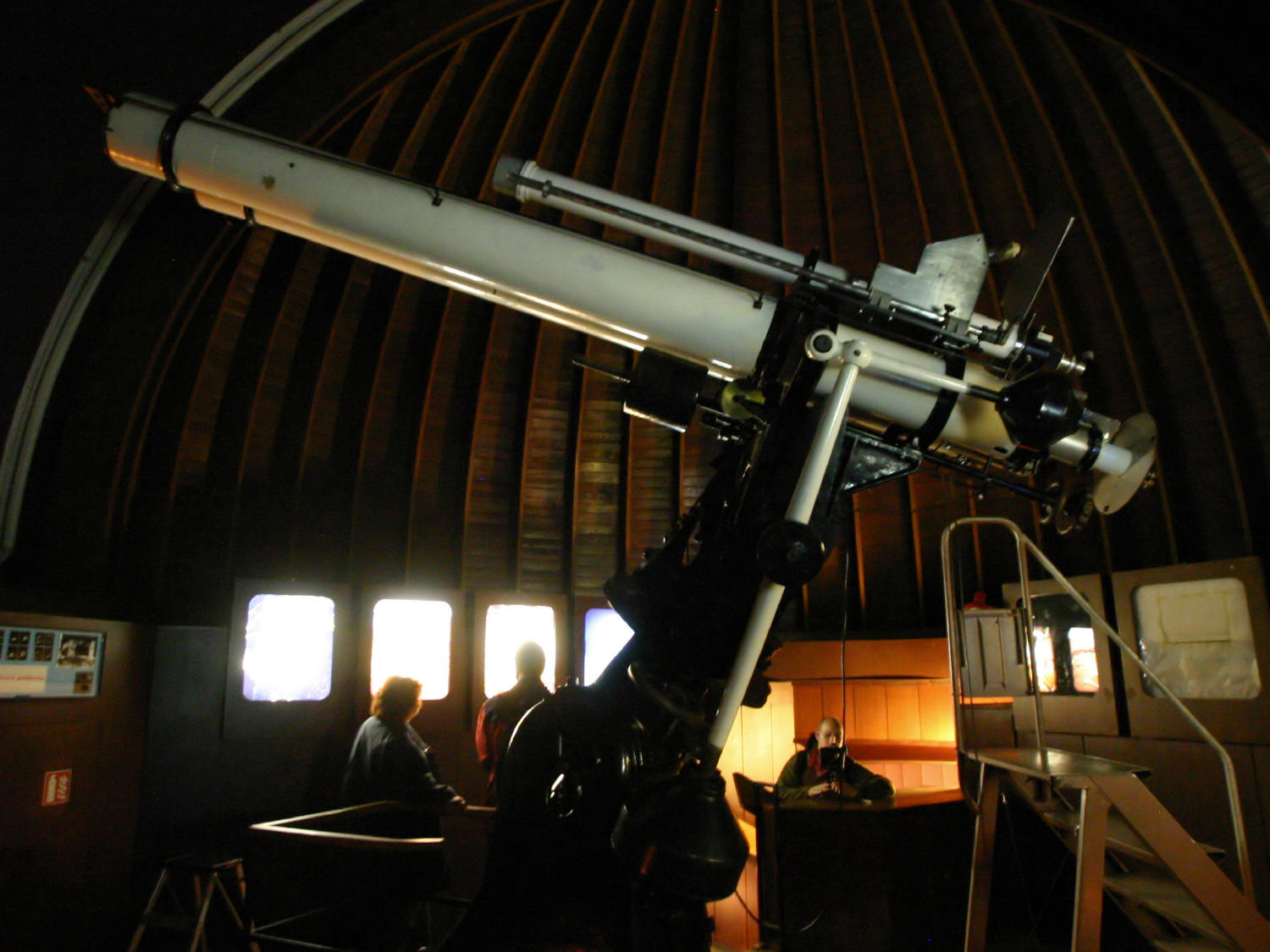
斯特凡尼克天文台內的蔡司製雙折射望遠鏡，1908年製造。
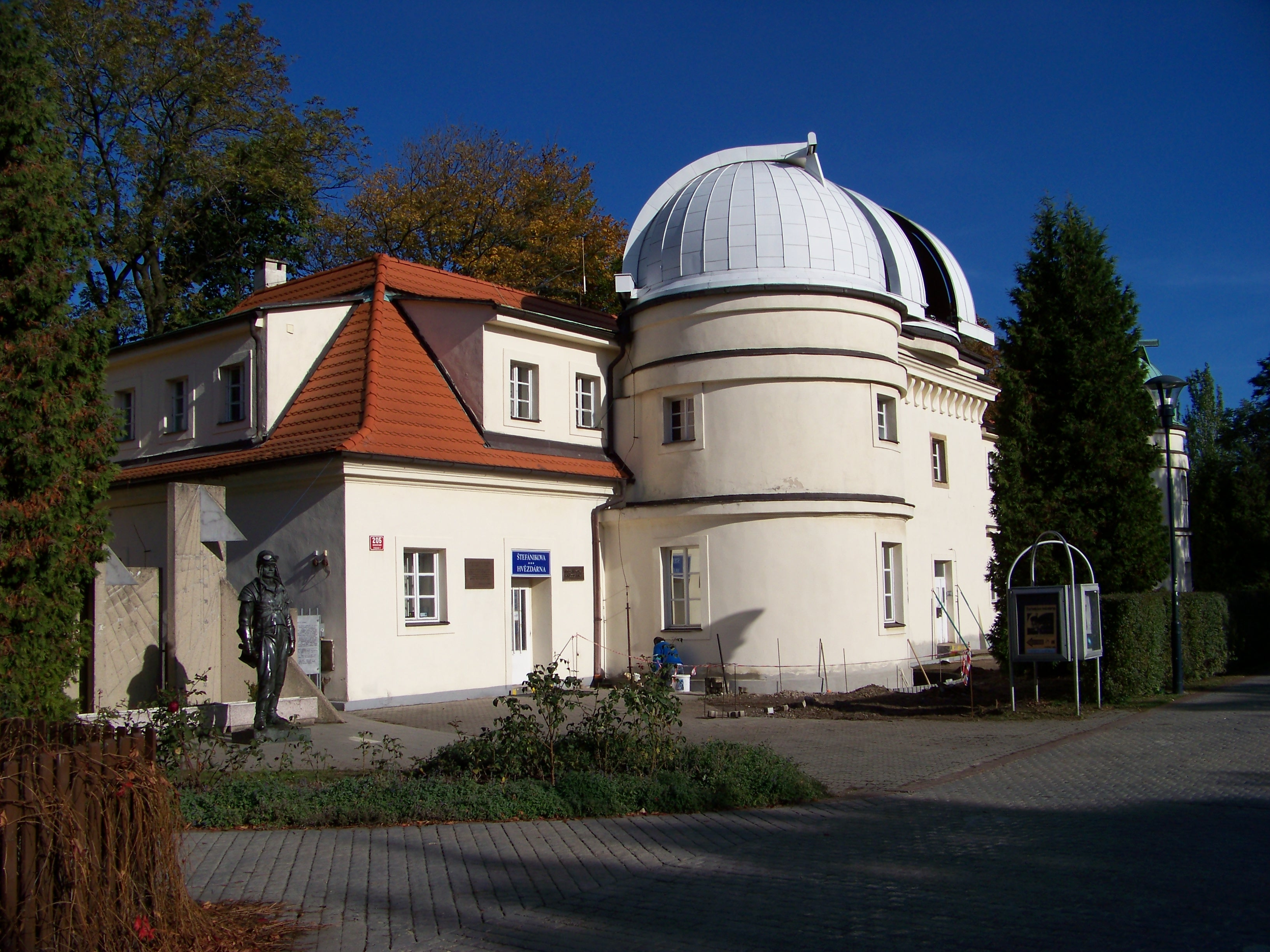
斯特凡尼克天文台另一端圓頂
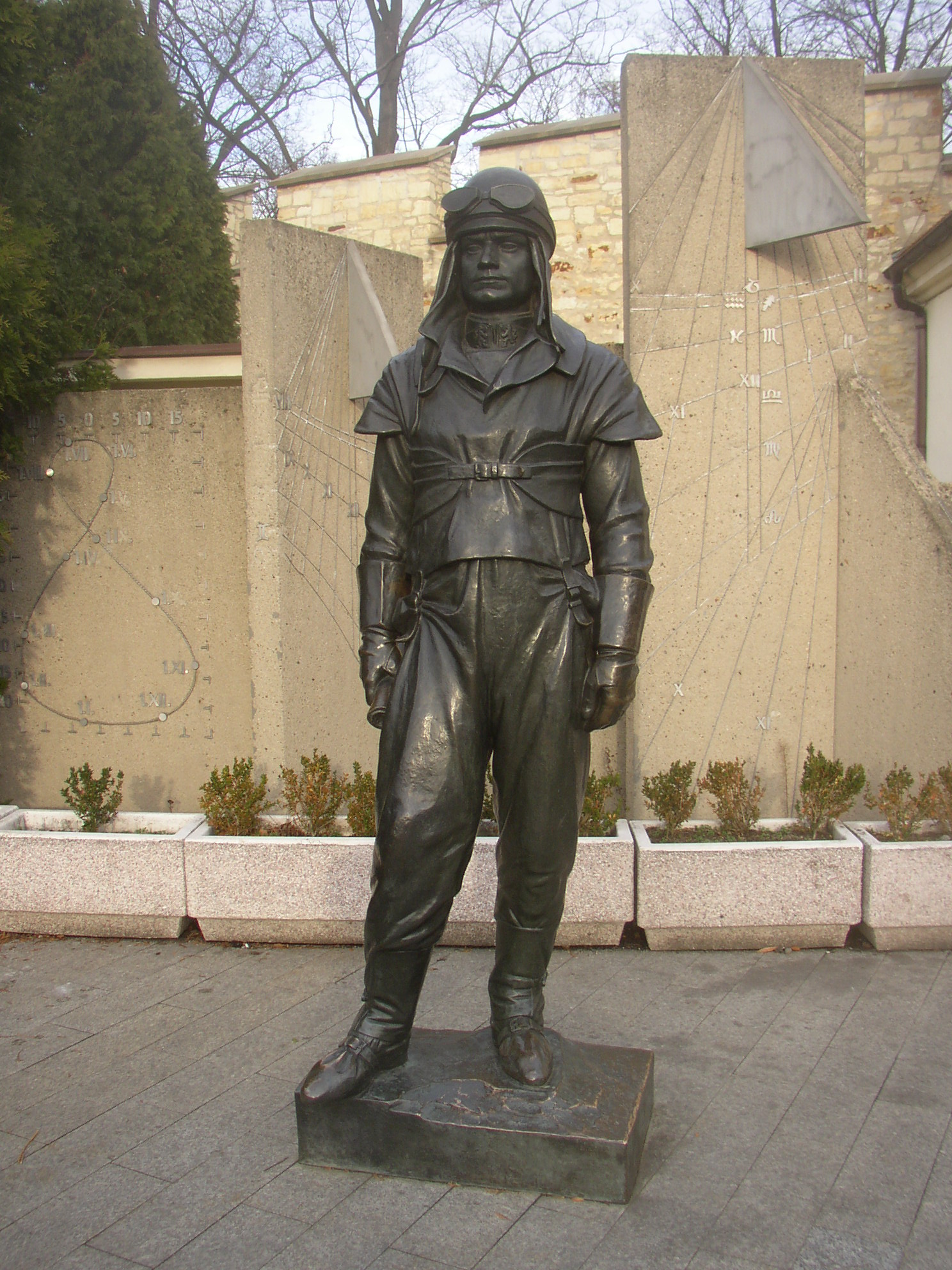
天文台日晷前的米蘭·拉斯蒂斯拉夫·斯特凡尼克全身銅像。
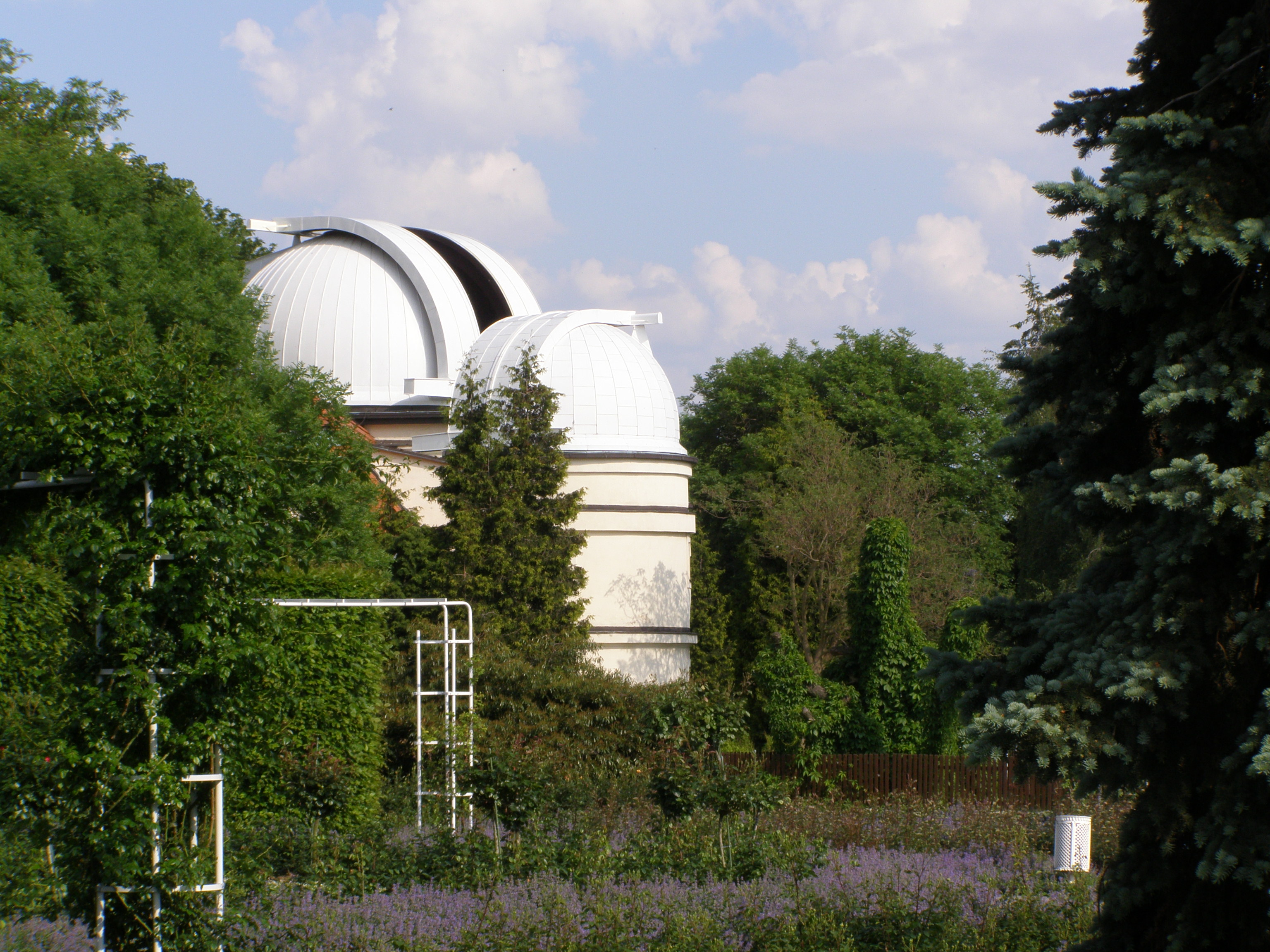
斯特凡尼克天文台主建築以外圓頂。

## 外部連結
- Observatory and Planetarium of Prague Official Site （页面存档备份，存于）